# Yeahvolution!
Yeahvolution! är den Göteborgsbaserade garagerockgruppen De Stijls debutalbum, utgivet 2002 på White Jazz Records. Skivan producerades av Björn Olsson och utgavs på både CD och LP.

## Låtlista
1. "Yeahvolution"
2. "Datetimes"
3. "Sharp"
4. "Go!"
5. "Nothing"
6. "My Youth"
7. "My Own Way"
8. "Boredom"
9. "So Sad"
10. "I Want It All"
11. "Let's Go Out"
12. "Got to Go"
13. "Rough Love"

## Mottagande
Expressen gav skivan betyget 3/5. Recensenten Per Hägred skrev "13 låtar i sprintertempo och ungefär halvvägs tar mjölksyran ut sin rätt."

### Fotnoter
1. ↑  ”Yeahvolution!”. Discogs.com. http://www.discogs.com/De-Stijl-Yeahvolution/master/404696. Läst 12 maj 2012.
2. ↑  ”Yeahvolution!”. Svensk mediedatabas. http://smdb.kb.se/catalog/search?q=de+stijl&sort=NEWEST. Läst 12 maj 2012.
3. ↑  ”Yeahvolution!”. Kritiker.se. https://kritiker.se/skivor/de-stijl/yeahyolution/. Läst 12 maj 2012.